# Hennediella macrophylla
Hennediella macrophylla là một loài Rêu trong họ Pottiaceae. Loài này được (R. Br. bis) Paris mô tả khoa học đầu tiên năm 1896.